# 阿部商会
株式会社阿部商会（あべしょうかい）は、自動車用部品・用品、トラクター・建機用タイヤ・用品等を輸入・販売する会社である。

## 概説
- 1948年、創業者である阿部文治により、パンク修理、自動車部品の販売を行う会社として設立。
- 1954年より自動車部品の輸入を開始。
- 1964年、自動車販売会社・阿部モータースを設立。設立当初はトライアンフの輸入販売を行うが、メーカー都合によりトライアンフ販売をやめ、1982年よりBMW正規販売代理店となる。
- 1971年のピレリタイヤ日本独占販売権獲得より、用品、機械等の輸入も開始。全国販売網も確立させる。
- 2018年、多摩市にてアメリカ車の並行輸入車ディーラー・ABE CARS Tama Garageを開店。
- 2023年、自動車販売会社・ABE AUTOMOBILEを設立。高輪にてランドローバー正規販売代理店「ランドローバー高輪」を開店。

## 主な取扱ブランド
- AMSECHS - MINIチューニング
- Bilstein - ショックアブソーバー
- THULE - ルーフキャリア
- Eibach - スプリング
- ATS / MAK / BBS - アルミホイール
- REMUS - マフラー
- Nokian Tyres / Giti / GTRadial（英語版） / MAXXIS / Pirelli / Continental - タイヤ
- ACDelco - 北米車部品、バッテリー
- SWAG - 欧州車部品
- ATE - ブレーキ
- OPTIMA / VARTA - バッテリー
- Eagle / AOP / HELLA - ライト
- Trellborg / BKT - 農機・建機タイヤ
- CEMB / GS / Snap-on / OMER - 機械
- シルコリン（フックス） - 潤滑油

## 参考資料
- 阿部商会のあゆみ